# Vorwerk Groß Pobloth
Vorwerk Groß Pobloth war ein Wohnplatz in der preußischen Provinz Pommern. 
Der Wohnplatz wurde im 19. Jahrhundert als Vorwerk des Rittergutes Groß Pobloth angelegt. Er lag knapp 2 Kilometer nördlich von Groß Pobloth an einer Landstraße. Im Jahre 1871 wurden 20 Einwohner gezählt, im Jahre 1905 9 Einwohner. 
In den 1920er Jahren wurde das Vorwerk aufgegeben, die Gebäude wurden abgebrochen. Dennoch wurde Vorwerk Groß Pobloth amtlich bis 1945 als Wohnplatz geführt. Bis 1945 bildete Vorwerk Groß Pobloth einen Wohnplatz in der 1928 gebildeten Gemeinde Pobloth und gehörte mit dieser zum Kreis Kolberg-Körlin in der preußischen Provinz Pommern.
Heute liegt die Wüstung im Gebiet der polnischen Gmina Karlino (Gemeinde Körlin).